# Limnophyes fiscipygma
Limnophyes fiscipygma är en tvåvingeart som först beskrevs av Tokunaga 1940.  Limnophyes fiscipygma ingår i släktet Limnophyes och familjen fjädermyggor.
Artens utbredningsområde är Taiwan. Inga underarter finns listade i Catalogue of Life.